# قسم حسينية الريفي (مقاطعة انديمشك)
قسم حسینیة الريفي (بالفارسية: دهستان حسینیه) هي قسم تقع في إيران في ناحية ألوار غرمسيري. يقدر عدد سكانها بـ 5,120 نسمة .